# Brela
Brela so naselje, občina in manjše pristanišče v Splitsko-dalmatinski županiji (Hrvaška).

## Geografija
Občina Brela se razprostira na površini 20 km² ob 7 km dolgi obali in meji na zahodu na občino Zadvarje, na jugu pa na občino Baška Voda.
Naselje Brela leži v srednji Dalmaciji, na obali Makarskega primorja, južno od ceste Split–Dubrovnik, okoli 15 km severozahodno od Makarske pod gorskim hrbtom Biokova. Brela z okolico se ponašajo z gostim borovim gozdom tik ob prodnatih plažah in s številnimi izviri pitne vode.
V Brelih je manjše pristanišče s svetilnikom. V pristanu lahko pristajajo manjša plovila ob valobranu, kjer je globina morja do 4 m, in ob dveh manjših pomolih, kjer morje doseže globino 2 do 3 m. Iz pomorske karte je razvidno, da svetilnik oddaja svetlobni signal: B Bl 3s. Nazivni domet svetilnika je 4 milje.

## Zgodovina
Na področju, kjer stoji današnje naselje, je v 10. stoletju stalo naselje, ki se je imenovalo Berulia. Sedanje naselje je nastalo v novejšem času z migracijo prebivalcev iz podbiokovskih vasi.

## Znane osebe
- škof Nikola Bjanković, škof v Makarski
- don Ante Soljanić, župnik in graditelj cerkva

## Gospodarstvo
Poleg turizma (hoteli H. Berulina, H. Maestral, H. Soline, H. Marina in H. Pelegrin) se prebivalci ukvarjajo še s poljedelstvom, ribolovom, vinogradništvom in oljkarstvom.
V sklopu hotela Soline deluje marina – Marina Brela Soline, ki je odprta tudi za jadrnice v tranzitu. Ima 150 privezov v morju in 15 mest na suhem. Globina morja v mrini je do 5 m. Dobro je zavarovana pred vsemi vetrovi, pred katerimi jo varuje 80 m dolg pomol s priključki za vodo in elektriko.

## Demografija
| Pregled števila prebivalcev po letih | Pregled števila prebivalcev po letih | Pregled števila prebivalcev po letih | Pregled števila prebivalcev po letih | Pregled števila prebivalcev po letih | Pregled števila prebivalcev po letih | Pregled števila prebivalcev po letih | Pregled števila prebivalcev po letih | Pregled števila prebivalcev po letih | Pregled števila prebivalcev po letih | Pregled števila prebivalcev po letih | Pregled števila prebivalcev po letih | Pregled števila prebivalcev po letih | Pregled števila prebivalcev po letih | Pregled števila prebivalcev po letih |
| ------------------------------------ | ------------------------------------ | ------------------------------------ | ------------------------------------ | ------------------------------------ | ------------------------------------ | ------------------------------------ | ------------------------------------ | ------------------------------------ | ------------------------------------ | ------------------------------------ | ------------------------------------ | ------------------------------------ | ------------------------------------ | ------------------------------------ |
| 1857                                 | 1869                                 | 1880                                 | 1890                                 | 1900                                 | 1910                                 | 1921                                 | 1931                                 | 1948                                 | 1953                                 | 1961                                 | 1971                                 | 1981                                 | 1991                                 | 2001                                 |
| 523                                  | 755                                  | 584                                  | 759                                  | 901                                  | 1044                                 | 1342                                 | 1061                                 | 1160                                 | 1224                                 | 1241                                 | 1305                                 | 1366                                 | 1483                                 | 1618                                 |